# Reprezentacja Grecji w piłce siatkowej mężczyzn

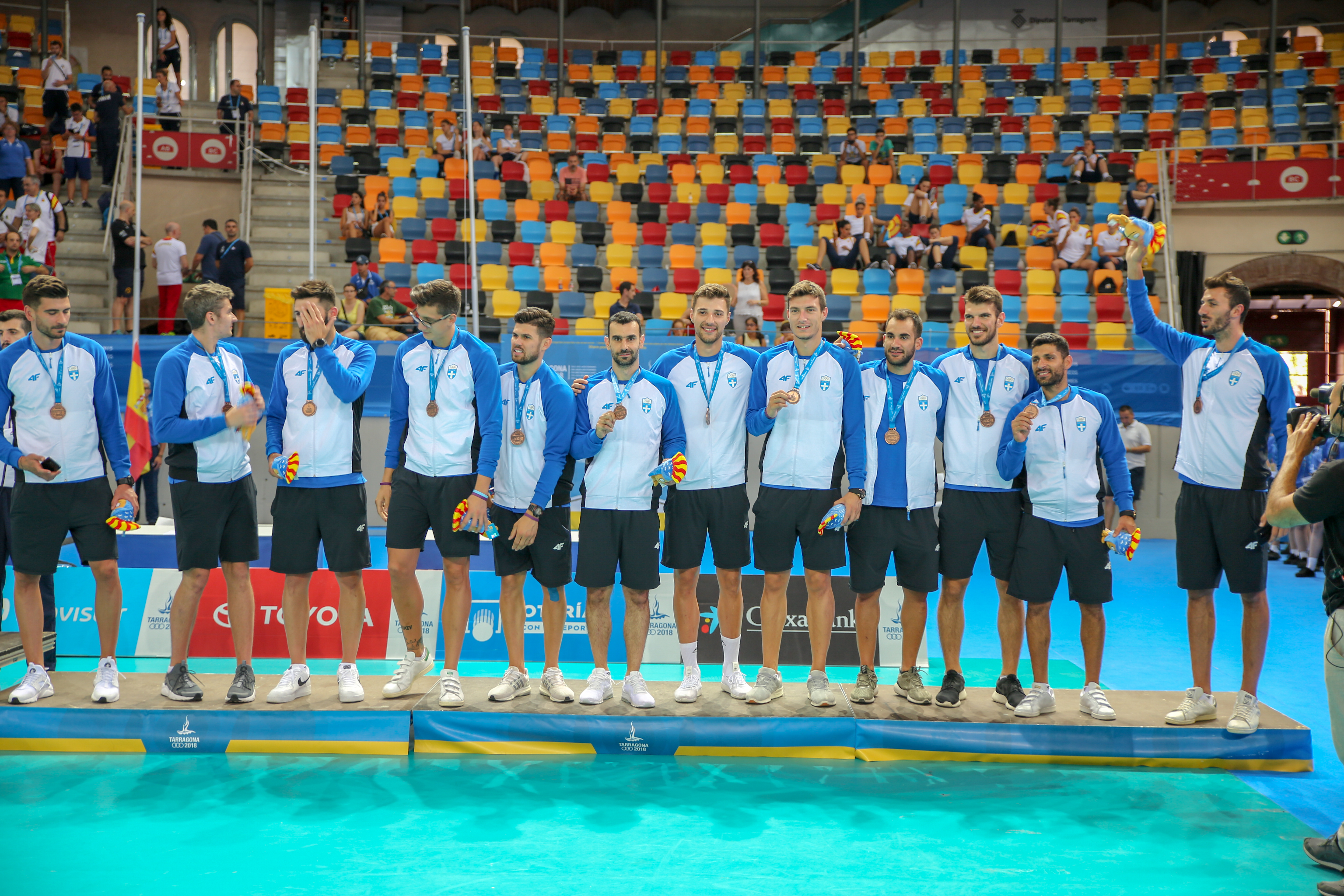
Reprezentacja Grecji brązowymi medalistami Igrzysk Śródziemnomorskich 2018

Reprezentacja Grecji w piłce siatkowej mężczyzn – narodowa reprezentacja tego kraju, reprezentująca go na arenie międzynarodowej.

## Udział w międzynarodowych turniejach
| Rok  | Igrzyska Olimpijskie | Mistrzostwa Świata | Liga Światowa | Mistrzostwa Europy | Liga Europejska                        | Igrzyska Śródziemnomorskie |
| ---- | -------------------- | ------------------ | ------------- | ------------------ | -------------------------------------- | -------------------------- |
| 1967 |                      |                    |               | 20. miejsce        |                                        |                            |
| 1968 | brak udziału         |                    |               |                    |                                        |                            |
| 1969 |                      |                    |               |                    |                                        |                            |
| 1970 |                      | brak udziału       |               |                    |                                        |                            |
| 1971 |                      |                    |               | 18. miejsce        |                                        | 3. miejsce                 |
| 1972 | brak udziału         |                    |               |                    |                                        |                            |
| 1973 |                      |                    |               |                    |                                        |                            |
| 1974 |                      | brak udziału       |               |                    |                                        |                            |
| 1975 |                      |                    |               | brak udziału       |                                        | 4. miejsce                 |
| 1976 | brak udziału         |                    |               |                    |                                        |                            |
| 1977 |                      |                    |               | brak udziału       |                                        |                            |
| 1978 |                      | brak udziału       |               |                    |                                        |                            |
| 1979 |                      |                    |               | 12. miejsce        |                                        | 2. miejsce                 |
| 1980 | brak udziału         |                    |               |                    |                                        |                            |
| 1981 |                      |                    |               | brak udziału       |                                        |                            |
| 1982 |                      | brak udziału       |               |                    |                                        |                            |
| 1983 |                      |                    |               | 9. miejsce         |                                        | 3. miejsce                 |
| 1984 | brak udziału         |                    |               |                    |                                        |                            |
| 1985 |                      |                    |               | 8. miejsce         |                                        |                            |
| 1986 |                      | 13. miejsce        |               |                    |                                        |                            |
| 1987 |                      |                    |               | 3. miejsce         |                                        | 6. miejsce                 |
| 1988 | brak udziału         |                    |               |                    |                                        |                            |
| 1989 |                      |                    |               | 10. miejsce        |                                        |                            |
| 1990 |                      | brak udziału       | brak udziału  |                    |                                        |                            |
| 1991 |                      |                    | brak udziału  | 11. miejsce        |                                        | 5. miejsce                 |
| 1992 | brak udziału         |                    | brak udziału  |                    |                                        |                            |
| 1993 |                      |                    | 11. miejsce   | brak udziału       |                                        | 4. miejsce                 |
| 1994 |                      | 6. miejsce         | 7. miejsce    |                    |                                        |                            |
| 1995 |                      |                    | 9. miejsce    | 7. miejsce         |                                        |                            |
| 1996 | brak udziału         |                    | 11. miejsce   |                    |                                        |                            |
| 1997 |                      |                    | brak udziału  | 11. miejsce        |                                        |                            |
| 1998 |                      | 13. miejsce        | 12. miejsce   |                    |                                        |                            |
| 1999 |                      |                    | brak udziału  | brak udziału       |                                        |                            |
| 2000 | brak udziału         |                    | brak udziału  |                    |                                        |                            |
| 2001 |                      |                    | 9. miejsce    | brak udziału       |                                        | 7. miejsce                 |
| 2002 |                      | 7. miejsce         | 9. miejsce    |                    |                                        |                            |
| 2003 |                      |                    | 7. miejsce    | 11. miejsce        |                                        |                            |
| 2004 | 5. miejsce           |                    | 5. miejsce    |                    |                                        |                            |
| 2005 |                      |                    | 7. miejsce    | 6. miejsce         |                                        | 7. miejsce                 |
| 2006 |                      | 17. miejsce        | brak udziału  |                    | 3. miejsce                             |                            |
| 2007 |                      |                    | brak udziału  | 13. miejsce        | 8. miejsce                             |                            |
| 2008 | brak udziału         |                    | brak udziału  |                    | 6. miejsce                             |                            |
| 2009 |                      |                    | brak udziału  | 8. miejsce         | 8. miejsce                             | 6. miejsce                 |
| 2010 |                      | brak udziału       | brak udziału  |                    | 5. miejsce                             |                            |
| 2011 |                      |                    | brak udziału  | brak udziału       | 10. miejsce                            |                            |
| 2012 | brak udziału         |                    | brak udziału  |                    | 10. miejsce                            |                            |
| 2013 |                      |                    | brak udziału  | brak udziału       | brak udziału                           | brak udziału               |
| 2014 |                      | brak udziału       | brak udziału  |                    | 2. miejsce                             |                            |
| 2015 |                      |                    | 27. miejsce   | brak udziału       | 5. miejsce                             |                            |
| 2016 | brak udziału         |                    | 27. miejsce   |                    | brak udziału                           |                            |
| 2017 |                      |                    | 36. miejsce   | brak udziału       | brak udziału                           |                            |
| 2018 |                      | brak udziału       |               |                    | brak udziału                           | 3. miejsce                 |
| 2019 |                      |                    |               | 16. miejsce        | 2. miejsce (Liga Europejska - Srebrna) |                            |
| 2020 | brak udziału         |                    |               |                    |                                        |                            |
| 2021 |                      |                    |               | 22. miejsce        | brak udziału                           |                            |
| 2022 |                      | brak udziału       |               |                    | brak udziału                           | 7. miejsce                 |